# Date (stad in Fukushima)
Date (Japans: 伊達市, Date-shi) is een stad in de prefectuur Fukushima op het eiland Honshu, Japan. Deze stad heeft een oppervlakte van 265,10 km² en telt begin 2008 circa 67.000 inwoners.

## Geschiedenis
Date werd een stad (shi) op 1 januari 2006 na samenvoeging van de gemeentes Date (伊達町, Date-machi), Hobara (保原町, Hobara-machi), Ryozen (霊山町, Ryōzen-machi), Tsukidate (月舘町, Tsukidate-machi) en Yanagawa (梁川町, Yanagawa-machi), alle behorend tot het district Date.
De Japanse overheid probeert te voorkomen dat meerdere steden dezelfde naam hebben. Fuchu (Fuchu (Hiroshima) en Fuchu (Tokio)) en Date zijn de enige namen die twee keer gebruikt worden: er is ook een Date (Hokkaido). De verklaring hiervoor is de volgende.
In 1189 ontvingen de nakomelingen van Fujiwara no Uona (721-783) het district Date van de shogun Minamoto no Yoritomo. De familieclan is genoemd naar het district en bouwde het Yanagawa kasteel. In de 12e eeuw groeide het belang van de Date-clan.
In de Edoperiode (1603-1868) heerste de Date-clan over Miyagi en zuidelijk Iwate en verhuisde de thuisbasis van de clan naar Sendai. Deze clan leverde zeer invloedrijke daimyos en samurai.

In de Meijiperiode verloren vele samurai hun gebied. Een tak van de Date-familie vestigde zich in het barre Hokkaido. Hun vestigingsplaats is de basis van het huidige Date in Hokkaido.

## Verkeer
Date ligt aan de Tohoku-hoofdlijn van de East Japan Railway Company en aan de Abukuma Express-lijn van de Abukuma Kyuko spoorwegmaatschappij.
Date ligt aan de autowegen 4, 115, 349 en 399.

## Bezienswaardigheden
- Ruïne van kasteel Yanagawa
- Hachiman jinja
- Op 21 augustus 1984 werd een compleet skelet van een Paleoparadoxia opgegraven in Yanagawa-machi. Dit fossiel heet daarom 'Yanagawa Specimen'.
- Hakozaki Shishimai, een leeuwendans die jaarlijks op 29 en 30 april wordt uitgevoerd bij het Hakozaki Atago heiligdom.
- Ryozen prefecturaal natuurpark: beschermde natuur rond de berg Ryozen.

## Aangrenzende steden
- Fukushima
- Soma
- Shiroishi